# Grafička zbirka Nacionalne i sveučilišne knjižnice u Zagrebu
Grafička zbirka Nacionalne i sveučilišne knjižnice u Zagrebu, zbirka je građe posebne vrste Nacionalne i sveučilišne knjižnice u Zagrebu koja skuplja, čuva, obrađuje i daje na korištenje crteže, grafike, grafičke mape, razglednice, ekslibrise, stripove i plakate. Zbirka je zasebna je jedinica unutar Nacionalne i sveučilišne knjižnice, utemeljena 1919. godine. 
Crteži i grafike dio su fonda Nacionalne i sveučilišne knjižnice u Zagrebu od utemeljenja Knjižnice prije četiri stotine godina, a Grafička zbirka, kao zasebna jedinica unutar Knjižnice, utemeljena je 1919. Grafička zbirka NSK, uz to što je najstarija, po brojčanim je pokazateljima najveća zbirka te vrste u Hrvatskoj. Uz brojna djela velikih imena hrvatske likovne umjetnosti, u njezinu su fondu i djela mnogih velikana svjetske umjetnosti.

## Utemeljitelji
Grafička zbirka NSK utemeljena je odlukom Povjereništva za bogoštovlje i nastavu 1919. te je ušla u sastav Sveučilišne knjižnice. Njezin je prvi voditelj bio Artur Schneider (1879. – 1946.), profesor povijesti umjetnosti na Sveučilištu u Zagrebu i likovni kritičar, a uz njega utemeljitelji i prvi važniji darovatelji te važne nacionalne zbirke grafika i crteža, ali i druge slične građe, bili su slikari Ljubo Babić (1890. – 1974.), Tomislav Krizman (1882. – 1955.) i Menci Klement Crnčić (1865. – 1930.). Svojim bogatim i dugim umjetničkim i pedagoškim djelovanjem ostavili su izniman trag na druge umjetnike te stvarali matičnu poveznicu hrvatske umjetnosti prve polovice XX. stoljeća.

## XVI. stoljeće
Grafička zbirka NSK ponosi se djelima trojice velikih majstora hrvatskoga podrijetla u razdoblju cinquecenta: Julija Klovića (1498 – 1578.), Andrije Medulića (oko 1510./1515. – 1563.) i Martina Rote Kolunića (oko 1530. – 1583.). U Zbirci su tri djela hrvatskog minijaturista svjetskoga glasa Jurja Julija Klovića, kojeg su suvremenici prozvali „Michelangelom minijature“. Andrija Medulić zastupljen je s petnaest bakropisa iz serije Krist i dvanaest apostola, a Martin Rota Kolunić, veliki majstor renesansne grafike, svojim bakrorezima potvrđuje iznimnu vještinu vladanja grafičkom tehnikom. Osobite je vrijednosti ilustrirani letak u drvorezu Hansa Schhultesa koji izvještava o dramatičnim zbivanjima Bitke kod Siska 1593. godine. 

## XVII. stoljeće
U Grafičkoj zbirci NSK čuvaju se grafički listovi tematski povezani s hrvatskim ljudima i krajevima – to su vedute gradova (njihovi svojevrsni „portreti“) te portreti istaknutih muževa XVI. i XVII. st., među kojima je zacijelo najznamenitiji onaj Nikole Šubića Zrinskog Sigetskog, što ga je neposredno nakon njegove pogibije 1566. u bakrorezu izradio nürnberški grafičar Mathias Zündt. Svaka je veduta na svoj način zanimljiva i kao vizualni povijesni dokument podložan interpretaciji i kao djelo grafičke umjetnosti. Ono što, međutim, Grafičku zbirku NSK čini posebno atraktivnom na tom tematskom području jesu dva portreta Rembrandta van Rijna (1606. – 1669.), koji su jedinstveni u hrvatskim zbirkama.

## XVIII. stoljeće
U prosvjetiteljskom XVIII. stoljeću grafika je u velikoj mjeri izgubila svoju umjetničku važnost, a do neslućenih se razmjera pojačala njezina komunikacijska, informativna i ilustracijska uloga. Popularnost vedutizma paradigmatski odražava opus jednog od najistaknutijih grafičara Giovannija Battiste Piranesija (1720. – 1778.). Zbirku bitno upotpunjuje 79 crteža poznatog austrijskog baroknog arhitekta Johanna Bernharda Fischera von Erlacha (1656. – 1723.), u kojima je rekonstruirao poznate svjetske građevine svih razdoblja, pa i Dioklecijanovu palaču u Splitu.

## XIX. stoljeće
Devetnaesto stoljeće donosi novu grafičku tehniku, litografiju, tehniku koja će sve do pojave i široke primjene fotografije biti iznimno važna u širenju ideja omasovljenjem slike, kao i zbog nove umjetničke mogućnosti koje pruža. I dok su litografije bečkih majstora komentirale aktualne političke događaje i bile neka vrsta kronike, čitav je niz slikara u Hrvatskoj stvarao litografije na kojima su prizori iz hrvatske prošlosti: od dolaska Hrvata u ove krajeve, do različitih događaja vezanih za velike povijesne trenutke. Novo stoljeće najavljuju radovi slikarskih velikana XIX. stoljeća poput Sandmanna, Daumiera, Bukovca, Medovića, Ivekovića i Kršnjavoga.

## XX. stoljeće
Dvadeseto stoljeće u crtežu i grafici predočeno je brojnom skupinom najznamenitijih hrvatskih slikarskih imena poput Račića, Kraljevića, Becića, Hermana i Uzelca, zatim Gecana, Trepšea, Račkoga i Krste Hegedušića do velikana poput Šimunovića, Šebalja, Lovrenčića i Nives Kavurić-Kurtović, prvaka hrvatske umjetnosti Ede Murtića, najinventivnijeg hrvatskoga grafičara Miroslava Šuteja, svjetskih velikana Georga Grosza, Oskara Kokoschke, Käthe Kollwitz, Maxa Pechsteina sve do svjetski poznatog Andyja Warhola.

## Razglednice
Grafička zbirka u svojem fondu čuva približno sto pedeset tisuća razglednica različitih motiva, većinom hrvatskih gradova i mjesta, od onih najstarijih s kraja XIX. st., koje se pojavljuju gotovo istodobno kao i u drugim srednjoeuropskim zemljama, do suvremenih. One su vjerodostojan dokument vremena, kao i znamenitih arhitektonskih i kulturnih spomenika te su stoga nezaobilazan izvor za mnoge istraživače i povjesničare i konzervatore, kojima su upravo stare razglednice jedino svjedočanstvo kako je nešto izgledalo.

## Ekslibrisi
Svrha je ekslibrisa da se posebnim nalijepljenim listićem ukrasi knjiga i istakne vlasnik knjige. Prvi tiskani ekslibrisi u Hrvatskoj, odnosno ekslibrisi za hrvatskog vlasnika knjiga, nastali su u XV. st. U XVII. st. stvaranjem privatnih plemićkih knjižnica njihova uporaba raste, a puni procvat ekslibrisa uslijedio je početkom XX. st. U Grafičkoj zbirci NSK nalazi se najveća zbirka i hrvatskih i europskih, ekslibrisa u nas. Važnije su cjeline bogata i zanimljiva zbirka ekslibrisa povjesničara i arhivista Emilija Laszowskoga (1868. – 1949.) te zbirka Ignaca Hoggea (l914. – l974.).

## Grafičke mape
Grafičke mape ukoričene su mape ispunjene usporednim pisanim i grafičkim, odnosno slikanim prilozima. Premda su naglašenije unikatnosti, najsličnije su ostalim dominantnim kolekcijama Knjižnice. Opremljene pisanim tekstom kao većina prikupljenog fonda Knjižnice materijalno su ponajprije likovna djela. Grafička zbirka čuva najveću kolekciju grafičkih mapa u Hrvatskoj, a posebna je vrijednost te kolekcije cjelokupna izdavačka produkcija grafičkih mapa Zbirke Biškupić koja ima više od stotinu primjeraka grafičkih mapa nastalih u gotovo četrdesetogodišnjem razdoblju.

## Strip
U Grafičkoj zbirci pohranjena je najcjelovitija i najveća zbirka stripovskih crteža slikara i crtača stripova Andrije Maurovića (1901. – 1981.), jednog od utemeljitelja tzv. autorskoga stripa zagrebačke škole. U Zbirci je više od pet stotina Maurovićevih strip-crteža nastalih u razdoblju od 1935., kada počinje izrađivati stripove i kada nastaje njegov strip Vjerenica mača, pa sve do 1962. kada crta strip Grička vještica nadahnut istoimenim djelom Marije Jurić Zagorke.

## Plakati
Bogatstvo i širina raspona od pedesetak tisuća sačuvanih plakata u Grafičkoj zbirci NSK otvara izvrsnu vizuru pogleda unatrag. Riječ je o najvećoj zbirci takve vrste u Hrvatskoj koja, osim domaće, ima i uvaženu dionicu svjetske produkcije. Kvaliteta toga fonda potvrđuje da je, osim prvobitne uloge u masovnom komuniciranju, plakat jednako važan kao vjerodostojni dokument moderne i suvremene kulture, dakle predmet vrijedan prikupljanja, muzealizacije i povijesnih istraživanja, ali i kao ključni pojam svijesti o vlastitom identitetu.

## Referentna zbirka
Grafička zbirka ima bogatu referentnu zbirku stručne literature, bez koje je nezamislivo ozbiljnije proučavanje likovne građe, a sustavno se nabavljaju i nova, najsuvremenija referentna djela za šire područje likovnih umjetnosti i arhitekture.

## Korištenje
Građa se koristi samo unutar čitaonice Zbirke gdje se daju sve potrebne informacije i referencije.

## Vanjske poveznice
- Portal NSK
- Digitalne zbirke NSK